# Phylloxera rimosalis
Phylloxera rimosalis är en insektsart som beskrevs av Theodore Pergande 1904. Phylloxera rimosalis ingår i släktet Phylloxera och familjen dvärgbladlöss. Inga underarter finns listade i Catalogue of Life.